# Sylwia Bujniak
Sylwia Bujniak (ur. 2 lutego 1996 w Warszawie) – polska koszykarka grająca na pozycjach rozgrywającej lub rzucającej, obecnie zawodniczka Veilchen Ladies Getynga.
20 czerwca 2018 została zawodniczką DGT Politechniki Gdańskiej. 22 maja 2019 przedłużyła umowę z klubem. 21 sierpnia 2021 dołączyła do BC Polkowice.

## Osiągnięcia
Stan na 26 lutego 2022, na podstawie, o ile nie zaznaczono inaczej.
Drużynowe
- Mistrzyni Polski:
  - juniorek starszych U–22 (2017)
  - juniorek U–18 (2013)[7]
- Wicemistrzyni Polski:
  - 2018[8]
  - juniorek starszych U–22 (2016)
  - młodziczek U–14 (2010)
- Brązowa medalistka mistrzostw Polski kadetek U–16 (2011, 2012)

Indywidualne
- Zaliczona do I składu mistrzostw Polski:
  - U–22 (2017, 2018)[9]
  - juniorek (2013)[7]
- Liderka w skuteczności rzutów za 3 punkty I ligi (2015)

Reprezentacja
- Mistrzyni Europy U–18 dywizji B (2013)
- Uczestniczka:
  - eliminacji do Eurobasketu (2017)
  - uniwersjady (2017 – 13. miejsce)[10]
  - igrzyskach frankofońskich (2013)
  - mistrzostw Europy:
    - U–20 (2015 – 7. miejsce, 2016 – 8. miejsce)
    - U–18 (2014 – 12. miejsce)